# Sopho Gelovani
Sopho Gelovani, in georgiano:  სოფო გელოვანი, nota anche come Sophie Gelovani (Tbilisi, 21 marzo 1984), è una cantante georgiana.
Nel 2013 ha rappresentato, con Nodiko Tatishvili e la loro Waterfall, la Georgia all'Eurovision Song Contest 2013, classificandosi al 15º posto nella finale dell'evento.

## Biografia
Nata nella Tbilisi sovietica nella famiglia principesca dei Gelovani, in passato sovrani della Svanezia, ha studiato pianoforte presso la scuola di musica, laureandosi in relazioni internazionali nel 2005 presso l'Università statale Ilia Chavchavadze.
In seguito studia presso la scuola di musica Zakaria Paliashvili.
Nel 1999 ottenne il primo riconoscimento in campo musicale, vincendo il primo premio nel talent show Morning Star. Successivamente partecipa e vince diverse manifestazioni musicali come il Do-Re-Mi di Erevan o il Grand Prix del Songs of the World Contest di Chișinău.
Nel 2013 viene selezionata insieme a Nodiko Tatishvili per rappresentare la Georgia all'Eurovision Song Contest 2013 di Malmö, in Svezia. Il duo, presentatosi con il singolo Waterfall, ha preso parte alla seconda semifinale, classificandosi in 10ª posizione e qualificandosi per la finale, nella quale raggiungono il 15º posto.

## Vita privata
Nel 2007 ha sposato Nodar Landia.